# Bo Ekelund
Bo Ekelund   (Gävle, 26 de juliol de 1894 - Saltsjöbaden, 1 d'abril de 1983) va ser un saltador d'alçada suec que va competir a començaments del segle xx. Ekelund fou el millor saltador escandinau de finals de la dècada de 1910. El 1916 guanyà els Jocs Suecs amb un millor salt de 1,85 m, el 1919 guanyà el triangular escandinau i el 1919 i 1920 els títols nacionals de salt d'alçada. El setembre de 1919 va establir un nou rècord escandinau amb un salt de 1,93 m, millor marca mundial de l'any.
El 1920 va prendre part en els Jocs Olímpics d'Anvers, on va guanyar la medalla de bronze en la prova del salt d'alçada amb un salt a 1,90 m, que suposava un nou rècord olímpic.
Ekelund es retirà de la competició el 1921, moment en què entrà a treballar d'enginyer a Xangai per l'empresa "Armerad Betong", de la qual, amb els anys n'arribà a ser director. En tornar a Suècia es va involucrar en la vida política local. Paral·lelament va tenir responsabilitats en diferents organitzacions esportives: fou president de la Federació Sueca d'Atletisme entre 1925 i 1934, secretari general de la IAAF entre 1930 i 1946 i membre del Comitè Olímpics Suec. El 1928 va ser guardonat amb el premi suec "Stora Grabbars Märke".

## Millors marques
- salt d'alçada. 1,93m (1919)[2][3]